# ایرا تریودی
ایرا تریودی (انگلیسی: Ira Trivedi؛ زادهٔ ۱۹۸۴ (۴۰–۴۱ سال)) مؤلف، ستون‌نویس، yoga teacher اهل هند است.
وی همچنین برندهٔ جوایزی همچون ۱۰۰ زن بی‌بی‌سی شده‌است.